# Кёрби, Робион
Робион Кромвел Кёрби (также Кирби) — профессор математики в университете Калифорнии, Беркли, который специализируется в маломерной топологии.

## Научный вклад
- Класс Кёрби — Зибенманна для классификации кусочно-линейных структур на топологическом многообразии[4].
- Исчисление Кёрби — метод описания 3-мерных многообразий и гладких 4-мерных многообразий по оснащённому зацеплению.

## Карьера
Получил степень доктора философии в Университете Чикаго в 1965 году.
Работал профессором в Калифорнийском университете.
Находясь там, он разработал свой «торический трюк», который позволил решить в размерностях, больших 4, четыре из семи милноровких задач в маломерной топологии (совместная работа с Зибенманном).
За это в 1971 году он был удостоен премии Веблена по геометрии Американского математического общества.
В 1995 году он стал первым математиком, получившем Премию Национальной академии наук США за научный обзор в Национальной Академии Наук США за свой список задач в маломерной топологии.
Избран членом Национальной Академии наук в 2001 году.
Кёрби также является президентом Mathematical Sciences Publishers —
небольшого некоммерческого научного издательства, которое специализируется на математике и инженерном деле.

## Книги
- Foundational Essays on Topological Manifolds, Smoothings, and Triangulations. by Robion C. Kirby, Laurence C. Siebenmann ISBN 0-691-08191-3
- Kirby, Robion C. (1989). The topology of 4-manifolds. Lecture Notes in Mathematics 1374. Berlin, New York: Springer-Verlag. doi:10.1007/BFb0089031. ISBN 978-3-540-51148-9. 'MR 1001966